# Emirato di Khab
L'Emirato di Khab (o Emirato Khabita) fu una piccola monarchia nel Golfo Persico che esistette tra il 1690 il 1923 in quello che è l'odierno Khūzestān (Iran occidentale).

## Storia
Fu fondato dall'Emiro ʿAlī bin Nāṣir al-Khabi, sayyid della tribù dei Banū Khab, approssimativamente nel 1690. Nel periodo di sua massima espansione, l'Emirato controllava il territorio di Ahwaz a nord, lo Shaṭṭ al-ʿArab e corsi fluviali verso il Golfo.
L'Emirato Khabita riuscì a sopravvivere per oltre duecento anni sfruttando la sua posizione geografica, che lo vedeva nel mezzo del conflitto tra i Persiani e gli Ottomani. Tale posizione gli permetteva di esigere il dazio da ogni imbarcazione di passaggio proveniente da (e diretta verso) Bassora.
Le forze britanniche entrarono in conflitto con l'Emirato nel 1813, in seguito all'occupazione di Khorramshahr (Mohammerah) da parte di quest'ultimo: la tensione sfociò in una vera e propria guerra, che portò all'invasione del territorio da parte delle forze persiane, dopo la quale l'Emirato di Khab fu di fatto annesso alla Persia al termine del conflitto.
François Massoulié, diplomatico esperto di Medio Oriente, attribuisce all'influenza britannica (e alla conseguente sconfitta militare) il fatto che l'Emirato di Khab sia oggi pressoché dimenticato dalle pagine della storia, nonostante contasse una popolazione paragonabile a quella dell'Emirato del Qatar all'inizio del XX secolo.